# Яцюк, Вячеслав Викторович
Вячесла́в Ви́кторович Яцю́к (укр. Вячеслав Вікторович Яцюк; род. 11 сентября 1969) — украинский дипломат. Чрезвычайный и полномочный посол Украины в Руанде с 21 декабря 2024 года. Чрезвычайный и полномочный посол Украины в Норвегии (2016—2022).

## Биография
Родился 11 сентября 1969 года в Черниговской области. С 1971 года живёт в г. Киев. В 1995 году окончил с отличием институт международных отношений Киевского национального университета имени Тараса Шевченко. Владеет английским, русским и французским языками. Женат, имеет сына и дочь.
В 1987—1989 годах проходил срочную военную службу в составе Воздушно-десантных войск, участвовал в боевых действиях в Афганистане.
В 1995—1997 годах — атташе, третий секретарь отдела политических вопросов управления международных организаций МИД Украины.
В 1997—2000 годах — третий секретарь, второй секретарь, первый секретарь Постоянного представительства Украины при ООН. С 1997 по 1998 год — советник по политическим вопросам председателя 52-й сессии Генеральной Ассамблеи ООН. В 2000—2001 годах — альтернативный представитель Украины в Совете Безопасности ООН.
В 2000—2005 годах — главный консультант, заместитель руководителя управления, руководитель управления, заместитель руководителя Главного управления по вопросам внешней политики Администрации президента Украины. В течение этого периода был членом ряда межправительственных структур, в том числе Комитета по вопросам сотрудничества между Украиной и Европейским Союзом, украинско-американского Комитета по вопросам внешней политики, украинско-британского консультативного механизма и других.
В 2005—2009 годах — советник, советник-посланник посольства Украины в Великобритании.
В 2009—2012 годах — советник-посланник посольства Украины в России.
В 2012—2014 годах — директор политического департамента МИД Украины.
В 2012—2013 годах — руководитель рабочей группы МИД Украины по обеспечению подготовки и осуществления председательства Украины в ОБСЕ в 2013 году, заместитель руководителя рабочей группы МИД Украины по подписанию Соглашения об ассоциации между Украиной и ЕС.
В 2013 году — секретарь Организационного комитета по подготовке и проведению 5-6 декабря 2013 года в г. Киеве министерского заседания ОБСЕ.
С 18 июня 2016 по 9 июля 2022 года — чрезвычайный и полномочный посол Украины в Королевстве Норвегия.
С 21 декабря 2024 года — чрезвычайный и полномочный посол Украины в Республике Руанда.

## Награды и знаки отличия
- Орден Данилы Галицкого (2004)
- Медаль «За труд и доблесть» (2008)
- Медаль «За боевые заслуги» (1988)
- Нагрудный знак МИД Украины «За преданность дипломатической службе» (2013)